# Bornhagen
Bornhagen est une commune allemande située dans l'arrondissement d'Eichsfeld en Thuringe.

## Géographie

Situation de Bornhagen dans l'arrondissement

Bornhagen est située dans l'ouest de l'arrondissement, à la limite avec l'arrondissement de Werra-Meissner en Hesse. La ville fait partie de la Communauté d'administration de Hanstein-Rusteberg et se trouve à 16 km à l'ouest de Heilbad Heiligenstadt. Elle est composée des deux villages de Bornhagen et Rimbach
Communes limitrophes (en commençant par le nord et dans le sens des aiguilles d'une montre) : Hohengandern, Arenshausen, Gerbershausen, Lindewerra, Witzenhausen et Neu-Eichenberg.

## Histoire
La première mention écrite du village de Bornhagen date de 1536. Le village de Rimbach apparaît lui en 1429 mais le château de Hanstein est lui beaucoup plus ancien.
Arenshausen a appartenu à l'Électorat de Mayence jusqu'en 1802 et à son incorporation à la province de Saxe dans le royaume de Prusse. La commune de Rimbach est incorporée à celle de Bornhagen en 1936.
Arenshausen fut inclus dans la zone d'occupation soviétique après la Seconde Guerre mondiale avant de rejoindre le district d'Erfurt en RDA jusqu'en 1990. Bornhagen était situé à la frontière avec l'Allemagne de l'Ouest.

## Démographie
| 1910 | 1933 | 1939 | 1997 | 2000 | 2004 | 2010 |
| ---- | ---- | ---- | ---- | ---- | ---- | ---- |
| 321  | 348  | 331  | 416  | 415  | 323  | 297  |

## Monuments

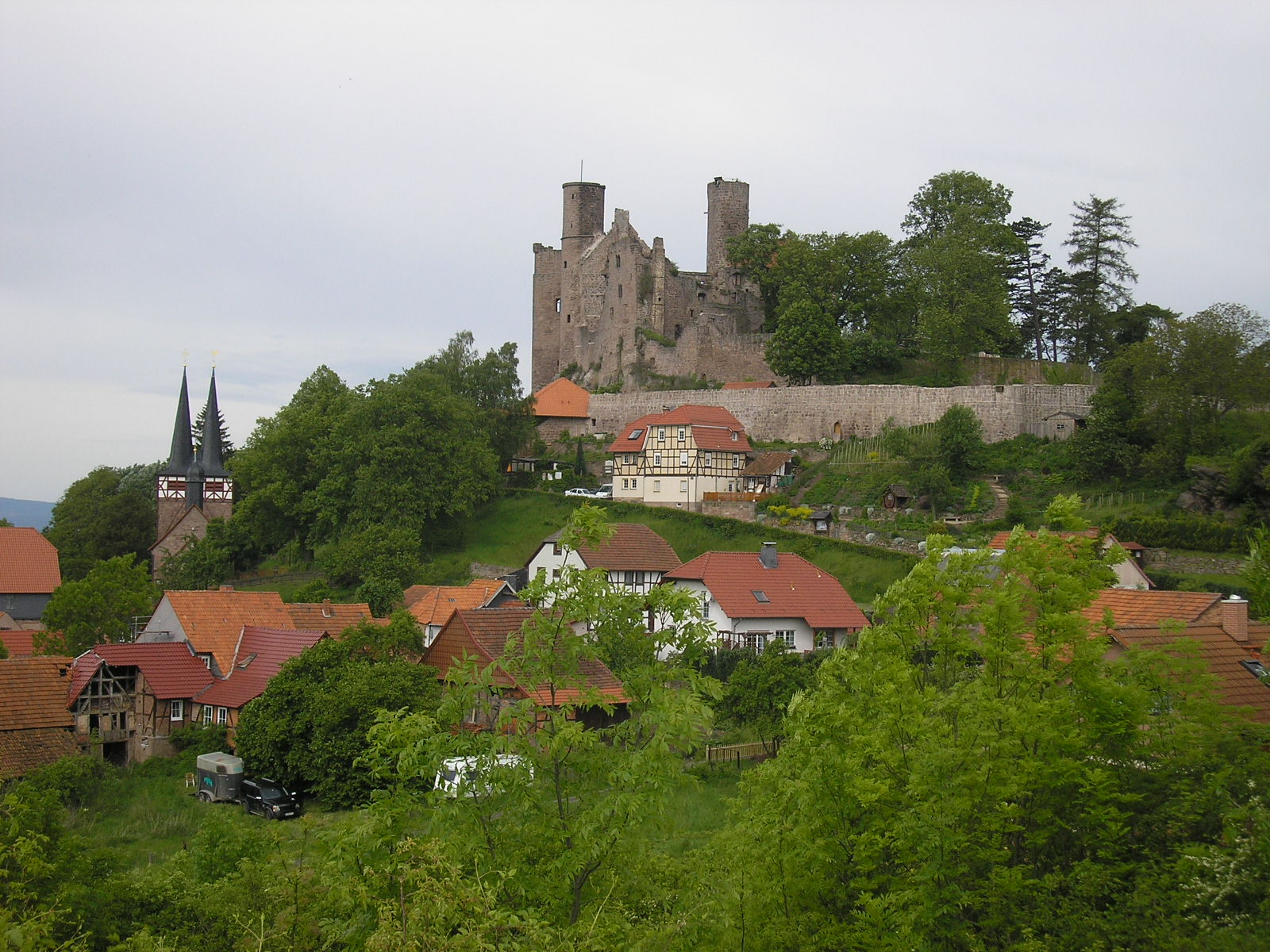
Le château de Hanstein

- Ruines du château de Hanstein. Le premier château est construit dès le haut Moyen Âge. Appartenant au comte Otto de Northeim, l'un des chefs de la révolte contre l'empereur, le château est détruit en 1070 pendant la Guerre contre les Saxons par Henri IV du Saint-Empire, ce qui démontre l'importance stratégique du lieu pour le duché de Saxe.

En 1144, il est la possession des Welf, puis, en 1202 celle de Henri XII de Bavière, duc de Saxe. Il entre dans l'orbite de l'archevêque de Mayence en 1209.
Les seigneurs de Hanstein entreprennent la construction du château actuel en 1308 mais il est détruit partiellement pendant la Guerre de Trente Ans par les troupes suédoises.